# Samson Ružencev
Samson Pavlovič Ružencev (in russo Самсо́н Па́влович Ру́женцев?; Mosca, 23 ottobre 2001) è un cestista russo.

## Palmarès
- VTB United League: 1

CSKA Mosca: 2023-24